# 1988年バスケットボール女子アジア選手権
1988年バスケットボール女子アジア選手権（The 12th Basketball Asia Championship for Women）は、香港で開催された第2回バスケットボール女子アジア選手権。10月9日から18日までの期間で開催された。
韓国が2大会ぶり9度目の優勝を飾った。

## 最終結果
| 順位 | 国           |
| ---- | ------------ |
| 1    | 韓国         |
| 2    | 中国         |
| 3    | 中華台北     |
| 4    | 日本         |
| 5    | マレーシア   |
| 6    | 香港         |
| 7    | タイ         |
| 8    | インド       |
| 9    | シンガポール |